# Earl Taylor
Earl Taylor es un deportista estadounidense que compitió en taekwondo. Ganó una medalla de bronce en el Campeonato Mundial de Taekwondo de 1982 y una medalla de plata en el Campeonato Panamericano de Taekwondo de 1984.

## Palmarés internacional
| Campeonato Mundial      | Campeonato Mundial   | Campeonato Mundial | Campeonato Mundial |
| Año                     | Lugar                | Medalla            | Categoría          |
| ----------------------- | -------------------- | ------------------ | ------------------ |
| 1982                    | Guayaquil (Ecuador)  | Medalla de bronce  | –78 kg             |
| Campeonato Panamericano |                      |                    |                    |
| Año                     | Lugar                | Medalla            | Categoría          |
| 1984                    | Paramaribo (Surinam) | Medalla de plata   | –78 kg             |